# Prise d'otage de Tilff
La prise d'otages de Tilff est une des plus spectaculaires affaires judiciaires belges du XXe siècle. Elle s'est déroulée du 16 au 22 septembre 1989 et constitue le dernier fait d'armes du gangster français Philippe Delaire, qualifié alors d'ennemi public n°1 par les autorités judiciaires dans son pays, mais également en Belgique et en Allemagne.

## Déroulement
Le 16 septembre 1989 au début de la soirée, Marie-Madeleine Jeuris et sa fille Gaëlle regagnent leur villa de Tilff, dans la banlieue de Liège, après avoir été faire des courses. Quelques minutes après leur retour, la sonnette de la porte retentit. Gaëlle Jeuris ouvre la porte et se retrouve face à un homme armé qui la pousse à l'intérieur de la maison. Madame Jeuris résiste jusqu'à ce qu'elle voie l'arme. L'homme, suivi d'un complice, entre dans la villa. Ils sont lourdement armés et transportent avec eux des explosifs, notamment des grenades. Un troisième complice les rejoint plus tard dans la soirée.
Le mari de madame Jeuris, Guy Jeuris, est directeur de l'agence bancaire du Crédit Communal, située rue Gretry à Liège. Ils ont deux filles: Françoise (13 ans) et Gaëlle (10 ans). Les trois gangsters veulent se rendre à la banque avec Monsieur Jeuris pour vider les coffres. Problème, nous sommes samedi. Or la banque est équipée d'un système de sécurité qui prévient les gendarmes en cas d'ouverture des coffres pendant le week-end. Les trois malfrats décident alors d'attendre lundi pour commettre leur méfait et prennent toute la famille en otage dans leur maison.
Le dimanche 17 septembre pendant la nuit, en profitant du bruit provoqué par le passage d'un train de marchandises à proximité, Guy Jeuris parvient à s'enfuir en sautant par la fenêtre. Il s'écrase les deux chevilles dans sa chute, mais réussit tout de même à atteindre la maison de ses voisins d'où il prévient les forces de l'ordre.
La Gendarmerie arrive sur les lieux quelques minutes plus tard et installe un dispositif. Les trois gangsters se rendent compte de la situation aux petites heures du matin et réagissent en se barricadant dans un cagibi du grenier avec Madame Jeuris et ses deux filles. Ils piègent la maison à l'aide d'explosifs et menacent d'exécuter les otages si la police tente quoi que ce soit pour les déloger. C'est le début d'un véritable thriller qui va durer 5 jours,.

## Des négociations difficiles
L'identité du chef des preneurs d'otage est rapidement établie. Il s'agit de Philippe Delaire, un gangster français de 28 ans, né à Busnes (62) le 14 août 1961 et qualifié d'ennemi public n°1 dans son pays d'origine. Philippe Delaire est connu pour de nombreux méfaits (meurtre, braquage, prises d'otage) en France et en Belgique. Il est en fuite depuis le 26 mars 1989, date de sa spectaculaire évasion de la prison d'Yzeure (03). 
Les forces de l'ordre essaient rapidement d'établir le contact avec les preneurs d'otage par téléphone. Philippe Delaire indique ne vouloir négocier qu'avec une seule personne: le commissaire Jacques Léonard de la Police judiciaire de Liège. Les deux hommes se connaissent bien, ils se tutoient et se respectent. Le commissaire Léonard a en effet eu plusieurs fois affaire à Delaire dans le cadre d'autres dossiers criminels. 
Lors de leur premier entretien téléphonique, Delaire indique à Léonard qu'il n'y aura aucune reddition. Il indique que la maison est piégée et qu'il préfère sortir "les pieds devant" plutôt que "les mains en l'air". Jusqu'au vendredi, les deux hommes vont passer de nombreuses heures au téléphone. Léonard tentera plusieurs fois de convaincre Delaire de libérer les deux fillettes, ce que Delaire refusera toujours catégoriquement. 
Les conditions de détention de Madame Jeuris et de ses deux filles sont assez pénibles à l'intérieur de la villa puisqu'elles étaient cloîtrées dans un cagibi de 2 mètres sur 3, et que les preneurs d'otage tenaient en permanence des grenades dégoupillées en main, prêts à réagir au moindre assaut de l'Escadron spécial d'intervention de la Gendarmerie belge. À plusieurs reprises, de la nourriture sera livrée par un policier qui, pour ce faire, doit à chaque fois traverser le jardin qui séparait la rue de la villa, à portée de tir des preneurs d'otage.
Dehors, tout le quartier est en état de siège. Des centaines de policiers et de gendarmes sont positionnés tout autour de la villa. Deux hélicoptères stationnent sur le parking du supermarché qui se trouve en face. Des centaines de journalistes belges et étrangers sont sur place et suivent l'affaire heure par heure. Les habitants du quartier doivent systématiquement présenter leurs pièces d'identité pour rentrer chez eux. 
Les négociations s'enlisent. À plusieurs reprises, les forces de l'ordre envisagent de donner l'assaut à la villa avant de renoncer, le risque étant trop élevé que les otages soient tués. Le père de Philippe Delaire lancera un appel à son fils au Journal télévisé de TF1. "Philippe, je t'en supplie, c'est ton père qui te le demande, arrête! Laisse aller les otages, rends-toi" dit-il devant la caméra. Là encore, sans autre conséquence que d'énerver davantage le gangster.

## Le dénouement rocambolesque
Un arrangement est finalement trouvé entre les forces de l'ordre et les preneurs d'otage. Les forces de l'ordre acceptent de remettre une somme de 30 millions de francs belges (750.000 euros) aux preneurs d'otages ainsi qu'un véhicule Mercedes pour leur permettre de fuir. L'échange a lieu en deux fois, le vendredi 22 septembre à 19h00. Dans un premier temps, le commissaire Léonard apporte à la fenêtre de la villa un sac contenant 15 millions de francs. Delaire libère alors la plus jeune des deux fillettes, Gaëlle. Leonard apporte ensuite un autre sac contenant les 15 millions restants. La deuxième fillette, Françoise, est relâchée. Les négociateurs poussent alors un grand ouf de soulagement.
Le vendredi soir, les trois malfrats sortent alors de la villa en compagnie de Madame Jeuris. Cette dernière est menottée à Philippe Delaire qui maintient une grenade dégoupillée entre elle et lui. Ils s'engouffrent tous les 4 dans la Mercedes que la police a stationnée pour eux devant la villa et partent à toute allure en direction de Liège.
La police entame une filature discrète mais perd leur trace assez rapidement. Les malfrats changent de voiture après avoir braqué un automobiliste. Ils libèrent Madame Jeuris près du barrage de Monsin et prennent la direction de la frontière hollandaise. Mais la police a installé des barrages sur toutes les autoroutes. Tous les postes frontières du pays sont fermés et de nombreux policiers sont en "planque" devant différentes adresses connues pour être des points de chute de Delaire. 
C'est devant l'un de ces points de chute que l'affaire va connaître son dénouement. Pour éviter les barrages, Delaire et ses deux complices se replient sur Liège. Ils espèrent se cacher chez un ami qui vit au cinquième étage de la Tour de Droixhe, tour HLM située au 2 avenue de Lille, dans le quartier de Droixhe. Des policiers les y attendent. Une violente fusillade éclate dans la cage d'escalier de l'immeuble. Les trois hommes disposent d'un armement très lourd. Les hommes de l'Escadron spécial d'intervention de la Gendarmerie entrent enfin en action. 
Au 8e étage, ils découvrent un corps. Philippe Delaire s'est suicidé avec son arme. Ses deux complices se sont réfugiés sur le toit. Ils sont pris au piège, l'un d'eux est blessé par balle. L'immeuble est cerné par les forces de l'ordre. Des projecteurs sont braqués vers le toit et une foule de badauds s'est massée tout autour pour assister au dénouement rocambolesque de cette incroyable affaire.
Dans un geste de désespoir, les deux complices de Philippe Delaire jettent alors les 30 millions de francs belges de la rançon depuis le toit. Une pluie de billets de 5000 francs se déverse sur Droixhe, un quartier plutôt défavorisé. À 0h15, ils se rendent. L'un d'entre eux est grièvement blessé par balle, il est emmené en ambulance sous les huées de la foule.

## Épilogue
Après ce dénouement heureux, les Jeuris ont repris une vie normale. Le Crédit communal leur a offert quelques jours de repos à l'étranger. Il a ensuite fallu complètement nettoyer la villa qui avait été complètement saccagée par les malfrats.
Le commissaire Jacques Léonard n'a pas été décoré. À un journaliste de la RTBF qui lui demandait pourquoi, il a répondu « si on devait être promu chaque fois que l'on réussit une affaire, la police de Liège serait une vraie armée mexicaine. »
Les deux complices de Philippe Delaire ont été condamnés à 9 et 8 ans de prison. Celui qui a été blessé par balles lors de l'assaut des forces de l'ordre dans l'immeuble de Droixhe est paralysé.
21 des 30 millions de francs jetés depuis le toit de l'immeuble ont été récupérés. 9 millions se sont volatilisés. Il est toutefois peu probable que les badauds qui se sont "servis" discrètement aient pu les utiliser. Tous les billets de la rançon étaient numérotés.
Le corps de Philippe Delaire est resté pendant 21 jours à l'institut médico-légal de Liège. Sa famille s'est disputé le droit de lui organiser des obsèques. C'est finalement sa mère et quatre de ses frères et sœurs qui ont obtenu gain de cause. Il repose désormais au cimetière d'Enquin-les-Mines dans le nord de la France.

## Adaptation
Cette affaire a inspiré plusieurs scénaristes et réalisateurs dans les années qui ont suivi.
En télévision, la RTBF a réalisé deux ans plus tard un documentaire "sur le fil", réalisé avec les bandes sonores des négociations entre Philippe Delaire et Jacques Léonard. Plusieurs morceaux de dialogues ont véritablement marqué les téléspectateurs, notamment lorsque le commissaire Léonard tente de rassurer la petite Gaelle Jeuris en lui faisant croire que la grenade de Delaire est une fausse,.
Pour son émission « Etat de choc », RTL-TVI a entièrement reconstitué la prise d'otage avec des acteurs ainsi que plusieurs protagonistes réels. Les bandes-son des négociations ont également été utilisées dans cette reconstitution.
En bande-dessinée, le 40e volet de la série Tif et Tondu est un récit presque exhaustif de la prise d'otage de Tilff.
Enfin, au cinéma, la dernière scène du film La Raison du plus faible, de Lucas Belvaux, se situe à Droixhe. Dans un geste de désespoir, le malfrat jette lui aussi tout son butin depuis le toit de l'immeuble. L'immeuble choisi par Lucas Belvaux n'est toutefois pas le même que celui où cette scène s'est déroulée. Il se situe à une cinquantaine de mètres de la fameuse tour.